# Glasögonpapegojnäbb
Glasögonpapegojnäbb (Suthora conspicillata) är en asiatisk tätting som nu vanligen placeras i familjen papegojnäbbar.

## Utseende och läten
Glasögonpapegojnäbben är en ganska liten (14–15 cm) och långstjärtad papegojnäbb med en tydlig, vit ögonring och gul eller gulvit näbb. Ansiktet är sotfärgat medan den är matt kastanjebrun från panna till nacke. Ovansidan i övrigt är gråaktigt olivbrun med beige anstrykning och stjärten gråbrun. Undersidan är grårosa till brunrosa med breda sotbruna streck på strupen och övre delen av bröstet. Den i övrigt snarlika rosenpapegojnäbben saknar ögonringen samt har avvikande färg på näbb, stjärt och vingar. Lätet är ett mycket tunt, ljus och genomträngande "tsiu-tsiu-tsiu-tsiu".

## Utbredning och systematik
Glasögonpapegojnäbb är endemisk för Kina. Den delas in i två underarter med följande utbredning:
- Suthora conspicillata conspicillata – förekommer i bergsområden i centrala Kina (från östra Qinghai till östra Sichuan, sydöstra Gansu, och sydvästra Shaanxi)
- Suthora conspicillata rocki – förekommer i bergsbambuskogar i nordöstra Kina (västra Liaoning)

### Släktestillhörighet
Tidigare inkluderades alla papegojnäbbar förutom större papegojnäbb i Paradoxornis. DNA-studier visar dock att större papegojnäbb och den amerikanska arten messmyg (Chamaea fasciata) är inbäddade i släktet. Paradoxornis har därför delats upp i flera mindre släkten. Initialt placerades glasögonpapegojnäbb med släktingar i släktet Sinosuthora, men detta har sedermera inkluderats i Suthora.

### Familjetillhörighet
DNA-studier visar att papegojnäbbarna bildar en grupp tillsammans med den amerikanska arten messmyg, de tidigare cistikolorna i Rhopophilus samt en handfull släkten som tidigare också ansågs vara timalior (Fulvetta, Lioparus, Chrysomma, Moupinia och Myzornis). Denna grupp är i sin tur närmast släkt med sylvior i Sylviidae och har tidigare inkluderats i den familjen. Enligt sentida studier skilde sig dock de båda grupperna sig åt för hela cirka 19 miljoner år sedan, varför tongivande International Ornithological Congress (IOC) numera urskilt dem till en egen familj, Paradoxornithidae. Denna linje följs här.

## Levnadssätt
Glasögonpapegojnäbben förekommer i tempererade och fuktiga bergsskogar på mellan 1 000 och 3 300 meters höjd. Den ses födosöka låt i vegetationen i smågrupper om upp till 15 individer, ibland fler. Inget är känt om dess föda, inte heller häckningsbiologin annat än att den tros häcka mellan juni och augusti. Arten är stannfågel.

## Status och hot
Artens population har inte uppskattats och dess populationstrend är okänd, men utbredningsområdet är relativt stort. Internationella naturvårdsunionen (IUCN) anser inte att den är hotad och placerar den därför i kategorin livskraftig. Världspopulationen har inte uppskattats men den beskrivs som ovanlig.